# Instytut Filologii Germańskiej Uniwersytetu Rzeszowskiego
Instytut Filologii Germańskiej Uniwersytetu Rzeszowskiego (IFG UR) – jednostka naukowo-dydaktyczna w strukturze Wydziału Filologicznego Uniwersytetu Rzeszowskiego powstała w roku 1975 w ramach Wyższej Szkoły Pedagogicznej w Rzeszowie z siedzibą w budynku Wydziału Filologicznego przy alei mjr. W. Kopisto 2B w Rzeszowie.

## Historia
Początki Instytutu Filologii Germańskiej Uniwersytetu Rzeszowskiego związane są z powołaniem do życia w 1975 roku w Wyższej Szkole Pedagogicznej w Rzeszowie Zakładu Języka Niemieckiego, który został pod koniec lat 80. XX wieku przekształcony w samodzielny Instytut Filologii Germańskiej. W związku z restrukturyzacją w roku 2019 Instytut Filologii Germańskiej przestał istnieć, a z połączenia Instytutu Filologii Angielskiej, Instytutu Filologii Germańskiej, Instytutu Filologii Rosyjskiej oraz Katedry Lingwistyki Stosowanej powstał Instytut Neofilologii, składający się z czterech katedr.
W Instytucie działały cztery zakłady prowadzące działalność dydaktyczną i badawczą związaną z językoznawstwem kontrastywnym niemiecko-polskim, lingwistyką stosowaną, teorią i praktyką translacji literackiej, historią literatury niemieckojęzycznej XX i XXI wieku. Instytut oferował studia na kierunku filologia germańska o specjalizacjach: translatoryka, nauczycielska, niemcoznawcza. W Instytucie kształciło się blisko 350 studentów.

## Władze
- dr hab. prof UR Krzysztof Nycz – Kierownik Katedry (od 2019)
- prof. dr hab.  Mariola Wierzbicka – dyrektor (2016–2019)[7]

## Kierunki kształcenia
Instytut Filologii Germańskiej Uniwersytetu Rzeszowskiego (obecnie Katedra Germanistyki) kształcił studentów na kierunku filologia germańska na studiach pierwszego stopnia, trwających 3 lata, które kończą się uzyskaniem stopnia licencjata. Po ich ukończeniu absolwenci mogą kontynuować studia drugiego stopnia, które trwają 2 lata i kończą się otrzymaniem tytułu magistra. Do wyboru są następujące specjalizacje: translatoryka i nauczycielski.